# Jacques-Joseph Deglimes

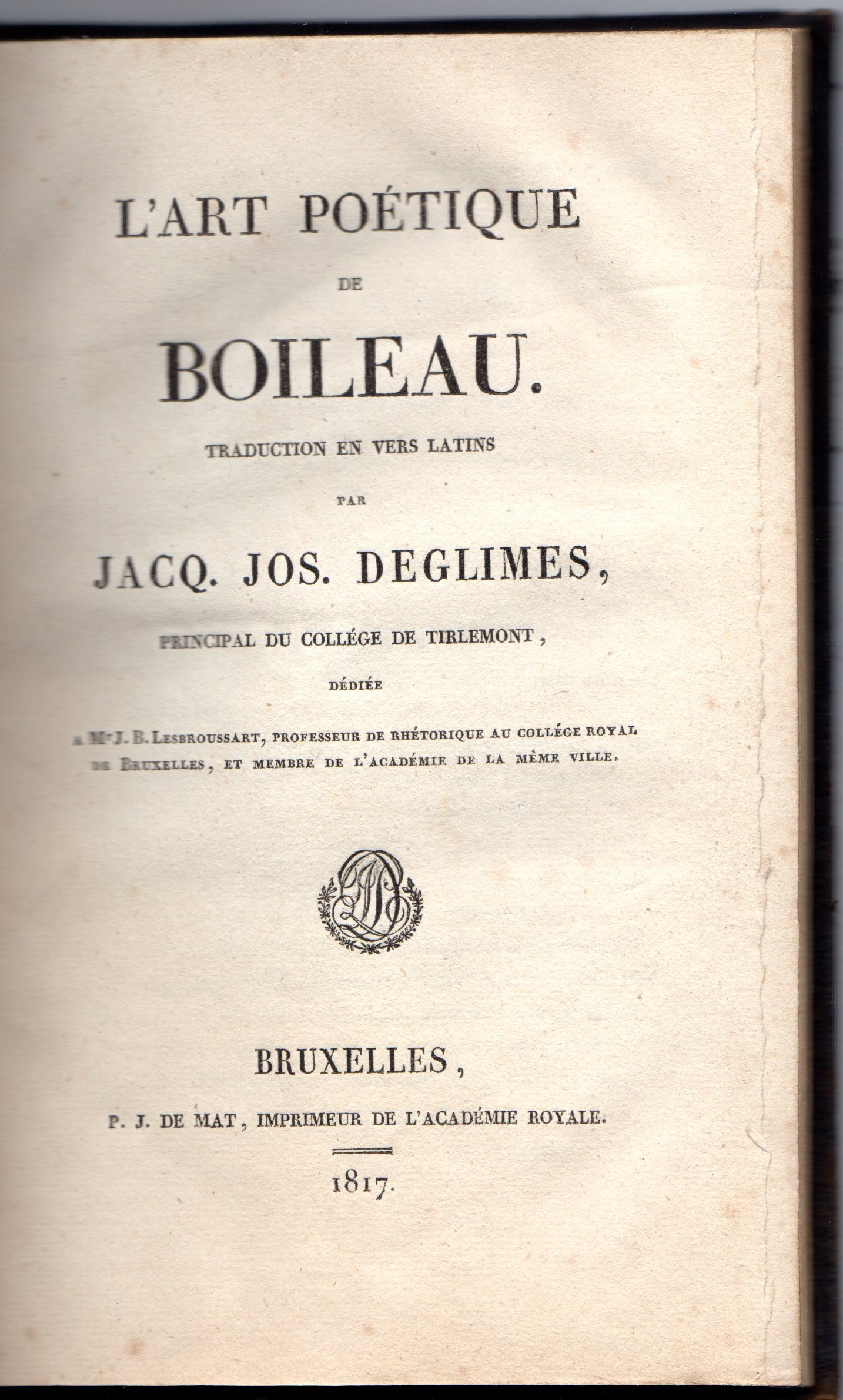
L'art poétique de Boileau, traduit en vers latins Ars Poetica Bolaei, 1817.

Jacques-Joseph Deglimes ou De Glimes, né à Bruxelles le 8 novembre 1778 et décédé à Wavre dans le Collège de cette ville le 28 décembre 1828, est un maire de Saint-Josse-ten-Noode et poète néolatin, brabançon puis de nationalité française et enfin belgo-néerlandaise.

## Biographie
Jacques Joseph De Glimes, fils du peintre Pierre De Glimes et de Jeanne-Caroline Denis, né à Bruxelles et baptisé à Sainte-Gudule le 9 novembre 1778, épousa à Saint-Josse-ten-Noode, le 19 décembre 1801, Marie Heymans, née à Saint-Josse-ten-Noode le 18 janvier 1780, qui lui donna cinq filles et un fils.
Jacques-Joseph Deglimes, fut un des premiers membres dès sa fondation en 1800 de la Société de littérature de Bruxelles.
Il fut élève au Collège Thérésien (futur Athénée de Bruxelles) appelé ainsi pour rappeler qu'il fut fondé par l'impératrice Marie Thérèse) et y subit l'influence de son professeur le poète latin et théoricien de la pédagogie Jean-Baptiste Lesbroussart (1747-1818), pour lequel il a éprouvé toute sa vie de l'admiration.
Il commença vers 1800 à donner des leçons dans un pensionnat de Saint-Josse-ten-Noode dont il fut nommé en 1810 directeur. Il s'agit vraisemblablement du Pensionnat-collège de la rue Basse, à Saint-Josse-ten-Noode. Parmi ses élèves, notons ses neveux Joseph-Émile Lequime (1802-1886) et son frère Adolphe Lequime (1804-1886), tous deux futurs médecins.
Il fit la connaissance de l'érudit et bibliophile Charles Van Hulthem qui le recommanda auprès de Jean-Hubert Persoens d'Ordingen, bourgmestre de Tirlemont, avec ces mots: "Ce chef de pension est très instruit, possède très bien les langues latine et françoise, fait très bien des vers latins et françois, connoit les mathématiques et jouit d'une bonne réputation pour sa morale et sa conduite".
Après une brève carrière politique qui le vit devenir maire de Saint-Josse-ten-Noode de 1808 à juillet 1813, il alla s'installer à Tirlemont où il devint principal du Collège de cette ville, Bogaardensraat 13, où il résida avec les siens et enseigna les mathématiques du 1er juillet 1813 à 1823.
En 1823 il fut nommé chef d'établissement du collège de Wavre et il s'installa dans cette ville de 1823 à sa mort en 1828 dans les locaux du collège de la ville où il résidait.
Il fut un poète latin réputé de son temps et avec ses contemporains Jean-Baptiste Camberlyn et Jean-Dominique Fuss il formait ce qu'on pourrait appeler une Trias Poetica Belgica (Triade Poétique Belge) qui brilla sous les règnes de Guillaume Ier et du roi Léopold Ier.
Il a ainsi traduit en vers latins hexamétriques L’Art poétique de Boileau,.

## Ses œuvres
- 1815 (publié ultérieurement dans le Mercure Belge): le manuscrit d'une traduction en français du poème didactique de Marcus Girolamus Vida, sur le jeu d'échecs[9].
- 1816 : Les maximes de l'honnête homme (Viri boni axiomata) traduites en vers latins par J. D. G., à l'usage de la jeunesse, Bruxelles, de l'imprimerie de P.J. De Mat, Grand'Place, 1816.
- 1817 : L'art poétique de Boileau. Traduction en vers latins par Jacq. Jos. Deglimes, principal du collège de Tirlemont, dédiée a M.. Jean-Baptiste Lesbroussart, professeur de rhétorique au Collège royal de Bruxelles, et membre de l’Académie de la même ville, Bruxelles, P.J. De Mat, imprimeur de l'Académie royale, 1817.
- 1818-1819:  dans: Le Mercure Belge: "Une paraphrase en latin d'une poésie de Marcelline Desbordes-Valmore", "Poésie en français sur la mort de Jean-Baptiste Lesbrousart".
- 1819: Memoriae praenobilis domini Persoens, urbis Thenarum praefecti dedicaverunt gymnasiarchae et alumni collegii Thenensis, Louvain, 1819. (recueil de poésies latines à la mémoire du défunt maire de Thirlemont Persoens d'Ordingen.) Il s'y trouve des poésies d'élèves et de professeurs ainsi qu'une longue élégie latine de Deglimes en honneur du maire Persoens, patriote et bienfaiteur de Tirlemont.

## Sa carrière politique
Étant professeur puis directeur de la pension de Saint-Josse-ten-Noode depuis 1810, il fut choisi pour être maire de cette commune. Il remplit cette charge de 1808 à juillet 1813, jusqu'à son départ pour Tirlemont.
Il fut le second premier magistrat de la commune.